# 12602 Tammytam
12602 Tammytam este un asteroid din centura principală de asteroizi.

## Descriere
12602 Tammytam este un asteroid din centura principală de asteroizi. A fost descoperit pe 9 septembrie 1999 la Socorro, New Mexico, în cadrul proiectului LINEAR. Asteroidul prezintă o orbită caracterizată de o semiaxă mare de 2,31 ua, o excentricitate de 0,10 și o înclinație de 7,4° în raport cu ecliptica.